# Hulipas
Hulipas är en sjö i kommunen Juupajoki i landskapet Birkaland i Finland. Sjön ligger 117 meter över havet. Arean är 70 hektar och strandlinjen är 6,38 kilometer lång. Sjön  ingår i Kumo älvs huvudavrinningsområde.   Den ligger omkring 57 km nordöst om Tammerfors och omkring 190 km norr om Helsingfors. 